# Duékouéi mészárlás
A duékouéi mészárlás 2011. március 27. és 29. között történt a második elefántcsontparti polgárháború részeként. A helyi vezetők Elefántcsontpart Duékoué városában a különféle becslések alapján 152—1000 embert öltek meg.

## Az események
Amikor Ouattara csapatai elfoglalták az ország déli részét, több ezer ember menekült a Duékouében felállított misszió sátortáborába. Ezután az ENSZ Elefántcsontpartra vezényelt csapatai megállapították, hogy a megtalált 330 halott többségét az ország északi részén élő, Ouattarához hű dozo vadászok ölték meg. Másokkal viszont a Laurent Gbagbo pártján harcoló libériai zsoldosok és milicisták végeztek. Az ENSZ április 4-én bejelentette, hogy egy kiásott tömegsírban további 200 holttestre bukkantak. A 72 000 lakosú város és a környéke elnéptelenedett, mivel az itt lakóknak kevés víz és élelem állt a rendelkezésére. Az Orvosok határok nélkül szervezet helyszínre érkező egységei is megsebesültek, ami arra utal, hogy a harcok tovább folytatódtak.

## Áldozatok
A becslések 152–1000 körüli áldozatról szólnak:
- Alassance Ouattara Köztársasági Hadserege 152 halottról adott tájékoztatást.
- Az ENSZ Elefántcsontpartra küldött csapatai 330 halottról beszélnek.
- A Nemzetközi Vöröskereszt 800 halottról tud.
- A Nemzetközi Karitász legalább 1000 meghalt vagy eltünt személyről tud.

## Reakciók
- Alassane Ouattara visszautasította, hogy seregeinek bármi köze is lenne a tömegmészárláshoz.[1]
- Guillaume Soro, Alassabce Ouattara kormányának miniszterelnöke bejelentette, hogy vizsgálatot fog indítani a felelősség megállapítása ügyében, és a felelősöket meg fogja büntetni.[2]
- Pan Gimun, az ENSZ főtitkára sürgette, hogy a felelősöket mihamarabb találják meg.[2]